# Rue Simone-Iff
La rue Simone-Iff est une voie du 12e arrondissement de Paris.

## Situation et accès
La rue Simone-Iff est une voie de desserte qui débute aux nos 20-30 rue Jorge-Semprùn et se termine au no 45 rue du Charolais.
Elle est desservie par les lignes de Métro 6 et 8 à la station Daumesnil.
Voies rencontrées
La rue Simone-Iff rencontre les voies suivantes :
- rue du Charolais ;
- rue Jorge-Semprún;
- place Gertrude-Stein;
- rue Louise-Hervieu.

## Origine du nom

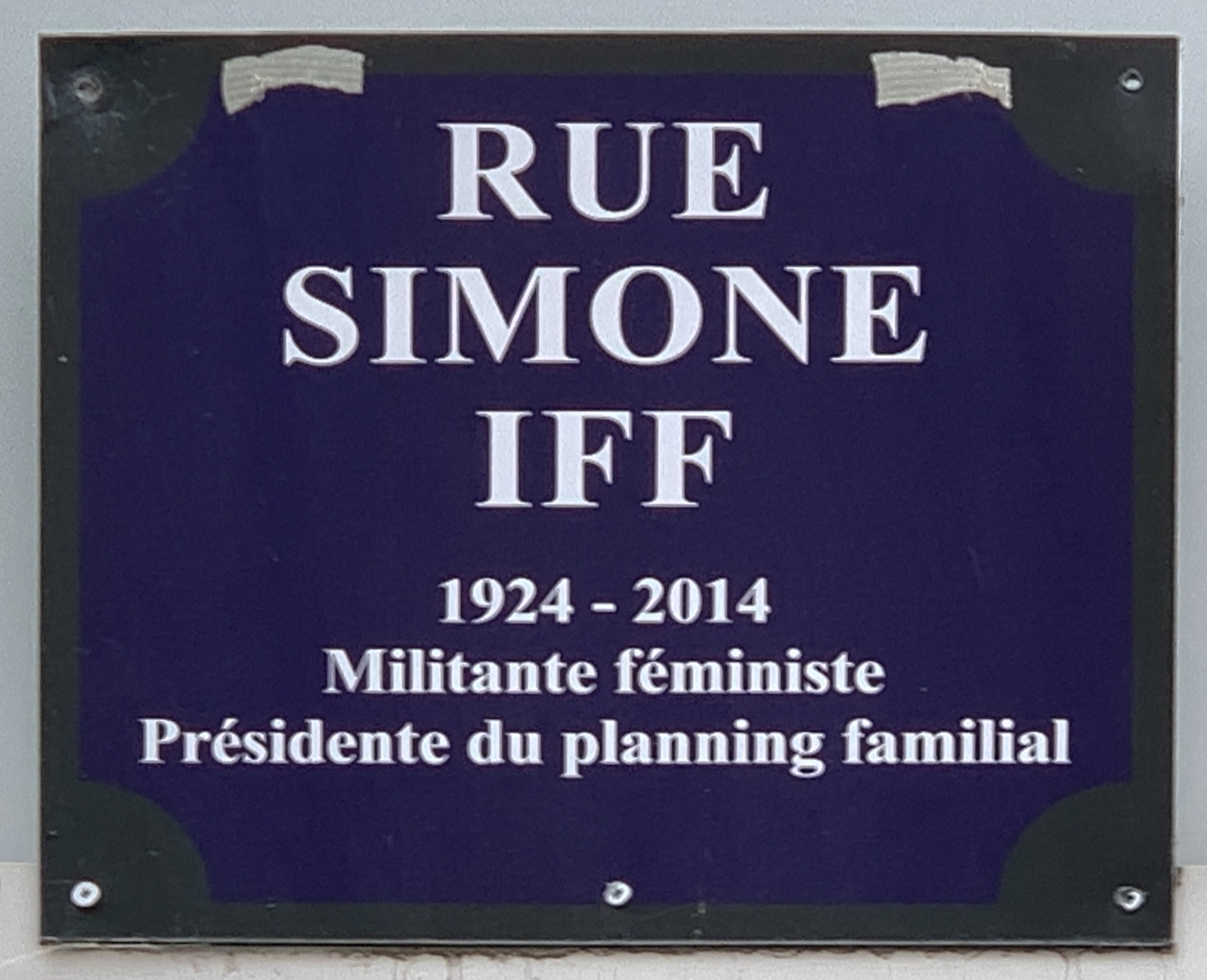
Plaque de la rue.

Cette voie porte le nom de Simone Iff (1924-2014), militante française du droit à l'avortement, qui fut également l'instigatrice du manifeste des 343 et la première présidente du mouvement français pour le planning familial.

## Historique
Cette voie a été ouverte et a été inaugurée le 8 mars 2017, dans la zone d'aménagement concerté Charolais-Rotonde (délimitée par la rue de Rambouillet et la rue du Charolais au nord et à l'est et par le réseau de voies ferrées de la gare de Lyon au sud et à l'ouest).

## Bâtiments remarquables et lieux de mémoire
- no 2 : Centre de recherche de l'Institut national de recherche en informatique et en automatique (INRIA) de Paris
- no 7 : Association interprofessionnelle des centres médicaux et sociaux (ACMS)